# Def Jam: Fight for NY
Def Jam: Fight for NY er en fortsættelse til spillet Def Jam Vendetta, et hip hop-påvirket 3D kampspil udgivet til PlayStation 2, Xbox, og Nintendo GameCube i 2004. Spillet har adskillige rappere med, som Method Man, Snoop Dogg, og Busta Rhymes, ligeså vel som stemmerne og andre kendte skuespillere og berømtheder, her i blandt skuespilleren Omar Epps, punk rocker Henry Rollins, og Kimora Lee Simmons.
Spillet blev også lavet som en lidt anderledes udgave til PlayStation Portable, kaldet Def Jam Fight for NY: The Takeover. Opfølgeren til spillet med titlen Def Jam: Icon blev udgivet i 2007.

## Gameplay
Gameplayet er udvidet fra det originale spil Def Jam Vendetta, der primært var et wrestling/brydnings spil. Kæmperne kan vælge op til fem stilarter, og mange kæmpere har mere end én.
- Stilarter
  - Street Fighting
    - Blazin' Move: Street Sweeper

  - Kickboxing
    - Blazin' Move: Foot for breakfast

  - Martial Arts (Kampsport)
    - Blazin' Move: Art of Pain

  - Wrestling (Brydning)
    - Blazin' Move: Springboard

  - Submissions (Underkastelse)
    - Blazin' Move: Snap N' Crackle

Spillet indeholder flere angreb (slag og spark), såvel som egnet brug af områdernes miljøer og de omgivende folkemængder. Ved at kaste fjenderne mod væggen (eller andre barriere/hindringer), får kæmperne chancen for, at tilføre deres modstandere massive skader eller ved at banke dem ind i væggen med hovedet først, ved at bruge andre ting som området byder på.
Mængderne vil skubbe kæmperen tilbage i kampen, hvis han støder ind i dem eller kommer for tæt på, og vil nogle gange holde fast i kæmperen, der giver modstanderen chancen for et gratis angreb.
Man tilegner sig Momentum (energi-point) for hvert vellykkede angreb (gentagende angreb giver mindre momentum), afhængigt af hvor stærkt det er, eller ved at håne sin modstander. Stillingen på ens tilegnede momentum har også indflydelse på kæmperens karisma, der valgt på næsten alle kæmpere. Selvskabte kæmpere kan refullere deres egen karisma med en kombination af tøj, tatoveringer og smykker; desto dyrere, desto bedre. En kæmper med et flot set tøj, omfattende tatoveringer, eller dækket af smykker har ofte allerede opnået fuld momentum efter blot et par få angreb.
Når momentum-meteret er fuld, kan kæmperen aktivere det, som resultere til et Blazin' Taunt (et dramatisk skrig af vrede og en grafisk ild effekt på meteret. På dette stadie, siges det at kæmperen er en "Blazin", og kan bruge sit Blazin' Move (angreb), et kraftfuldt og brutalt angreb kendetegnen af hver karakter. En selvskabt karakter kan lære hver eneste Blazin' Move i spillet, man kan kun have op til fire brugbare på en gang.
Da fokusset er taget fra wrestling, er den eneste måde at vinde, gennem en Knock Out eller en Submission, hvor kæmperen udfører et greb (på armene, benene, hovedet, etc...) på modstanderen, der med et dårligt helbred er tvunget til at give op. En karakter kan blive slået ud (knocked out) på mange måder, men kan ikke blive slået ud før liv-meteret er ned på rød.
Disse metode kan anvendes til at vinde:
- Haymaker Punch (Street Fighting).
- Clinch Combo (Kickboxing).
- Flying Attack (Martial Arts).
- Slam (Wrestling).
- Submit (Submission).
- Slammed mod en væg eller anden forhindring.
- Ramt af et våben.
- Double teamed af en fjende og en tilskuer.
- Double teamed af to fjender.
- Ramt af Blazin' Move.
- Nogle baner har specielle måder, at besejre modstandere på, som for eksempel som, at smide dem ned på skinderne til et ankommende tog, eller slå dem ud af ringen.

### Story Mode
Story Mode følger beretningen af en selvskabt karakter, der kæmper sin vej igennem New Yorks undergrund. Ved at vinde kampe, bliver man belønnet med priser og penge, der kan blive brugt i forskellige butikker til at købe tøj, få ny frisure, tatoveringer og smykker (fra Jacob "The Jeweler" Arabo), såvel som at tilegne sig point, der kan blive brugt i det lokale fitnesscenter (styret af Henry Rollins) til at øge din kæmpers egenskaber, eller til at inverstere i nye Blazin' Moves og op til to ekstra kampstile.
Ved at vinde kampe opnår man også at kunne spillede med de figurer man besejrer, samt deres Blazin' Move, og ofte de smykker de har på. Du kan få smykker fra Sean Paul, Crack (Fat Joe), Xzibit, Crazy Legs, Lil' Flip, Def Jam Records, Roc-a-fella Records, State Property, og mange andre (undtagen særlige kendetegns genstande, som medaljonen bæret af Ghostface Killah og Flava Flav). De tilegnede kæmpere kan bruges i Battle Mode, mens deres specielle angreb og smykker kan blive brugt af spilleren i Story Mode.

### Battle Mode
Battle Mode er spillets kontra (versus) mode, der tillader at man kan spille op til fire spillere på en gang. Det har adskillige under-modes:
- One on One – En single kamp mellem to kæmpere.
- Team Match – Et to mod to slagsmål der først ender når begge kæmpere på et hold er knocked out (slået ud) eller submit'et.
- Free For All – En kamp mellem tre eller fire kæmpere, hvor det er alle mod alle.
- Cage Match – Ingen folkemængde er indblandet, men buret (the cage) kan i sig selv blive brugt til at udøve angreb mod modstanderen.
- Ring Out Match – Træhindringerne der skaber ringen kan blive knust, og kampen er vundet hvis man kan få slået sin modstander ud af den resulterede åbning.
- Inferno Match – En kamp i en brændende bygning. I samme sekund man rører ringen af ild rundt om en, modtager man kraftige flammeskader. Yderligere falder der nogen gange flammende ruiner ned fra loftet.
- Demolition Match – To SUVer danner en arena, og kæmperne kan bruge hinanden til at svine dem til. Kampen kan blive afsluttet ved, at smadre modstanderens bil, (Spiller 1 – Sort Cadillac Escalade) (Spiller 2/CPU – Hvid Hummer).
- Subway Match – Kamp i New York City Subway. I jævne mellemrum, vil der rulle et tog forbi. Kæmpere kan blive kastet eller slået af fra paronen, og ned på togskinnerne, hvor de kan blive knust af toget – hvis din tid er præcis. Hvis dette sker bliver modstanderen naturligvis dræbt, uanset hvor meget liv han har.
- Window Match – Tre store kæmpe vinduer befinder sig i den ene side af arenaen, og et fire etagers fald er konsekvensen hvis man bliver slynget ud af et af dem – her dør man også lige meget hvor meget liv man har.

### Skuespiller
- Spiller Stemmer
  - Matt Hill – Clean Cut
  - Scott McNeil – Cocky
  - Ty Jones – Gruff
  - Doron Bell – Rough
  - Tyrone Jackson – Smooth
  - Frank Nitty – Street

- Hovedroller
  - Snoop Dogg – Crow
  - Christopher Judge – D-Mob
  - Method Man – Blaze
  - Sticky Fingaz – Sigselv
  - Busta Rhymes – Magic
  - Fat Joe – Crack
  - Redman – Doc
  - Danny Trejo – Trejo
  - Omar Epps – O.E.
  - Ice-T – Sigselv
  - Ludacris – Sigselv
  - Havoc (fra Mobb Deep)
  - Prodigy (også fra Mobb Deep)
  - B.J. Iron

- Kvinde Skuespillere
  - Carmen Electra
  - Kimora Lee Simmons
  - Shaniqua
  - Lil' Kim
  - Cindy Johnson
  - Shawnna

- Andre Hip Hop kunstnere 
  - Slick Rick
  - Xzibit
  - WC
  - Warren G
  - Mack 10
  - Flava Flav
  - Sean Paul
  - BoneCrusher
  - Bless
  - David Banner
  - Bubba Sparxxx
  - Elephant Man
  - Erick Sermon
  - N.O.R.E.
  - Ghostface Killah
  - Joe Budden
  - Scarface
  - Crazy Legs
  - Capone
  - Comp
  - Fam-Lay
  - Freeway
  - Lil' Flip
  - Memphis Bleek

- Træner
  - Henry Rollins

- Smykkesælger
  - Jacob "The Jeweler" Arabo

## Priser
E3 2004 Game Critics Awards: Best Fighting Game